# Галатасарай (університет)

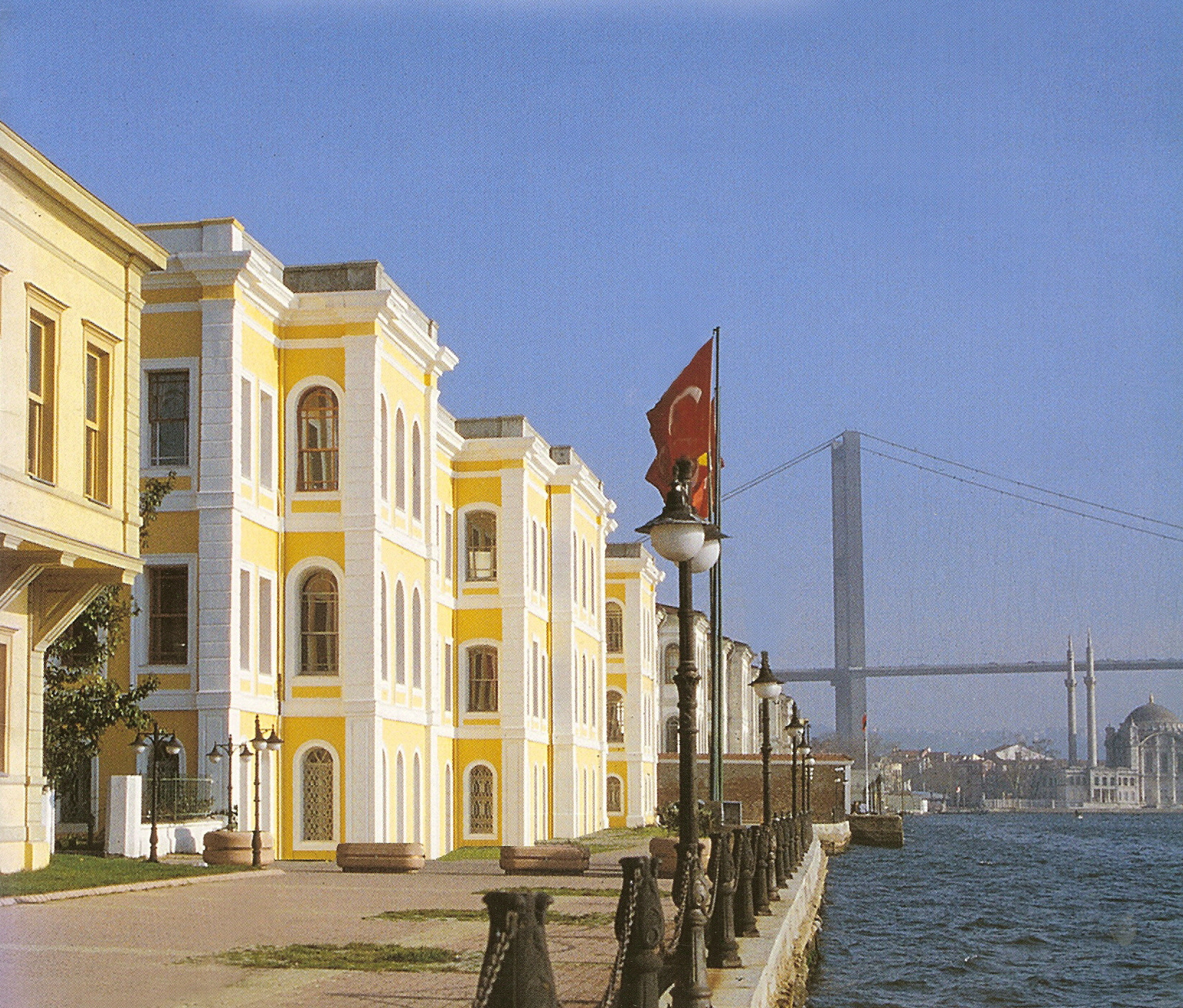
Університет Галатасарай у Стамбулі

Університет Галатасарай (тур. Galatasaray Üniversitesi) — вищий державний навчальний заклад. Розташований у кварталі Галата у Стамбулі.
Галатасарайський університет був створений в 1992 році на основі утвореної ще в 1481 році за султана Баязида II придворної елітної школи Ендерун, з якою він нині утворює єдиний навчальний комплекс. Розташований у стамбульському районі Бешикташ, на європейській стороні Босфору. Університет є членом організації Мережа балканських університетів. Його ректор — Ефем Толга. В університеті зайняті близько 200 викладачів і навчаються близько 2500 студентів (на 2009 рік).

## Факультети та інститути
До складу Галатасарайського університету в даний час входять 5 факультетів та 2 інститути:
- Факультет економіки і управління
- Юридичний факультет
- Факультет масових комунікацій
- Інженерно-технологічний факультет
- Факультет мистецтв і наук
- Інститут соціальних наук
- Інститут наук та інженерії